# David Alan Cooke
David Alan Cooke ( n. 1949 ) es un botánico, y agrónomo australiano.

## Algunas publicaciones
- 1996. Working Papers, Fifth Biennial Animal and Plant Control State Conference, Naracoorte, 6-8 August, 1996. Editor Animal and Plant Control Commission, S. Australia, 71 pp.

- 1993. The Sugar beet crop: science into practice. World crop series. Editor Chapman & Hall, 675 pp. ISBN 0412251302

- 1992. A Taxonomic Revision of Centrolepis (Centro- Lepidaceae) in Australia. J. of the Adelaide Bot. Gardens 15 (1 ): 63 pp.

- 1991. Threatened Plant Species of the Murray Mallee, Mount Lofty Ranges and Kangaroo Island Regions of South Australia. Con Richard J.-P. Davies. Editor Conserv. Council of S. Australia, 159 pp. ISBN 0959386262

- 1990. Non-selective Weed Control Guide for South Australia: A Manual for Licenced Weed Control Operators and Animal and Plant Control Authorised Officers. Con Richard J. Carter. Editor Animal and Plant Control Commission, 52 pp. ISBN 0724387382

- 1987. Biology and Control of Cuscuta campestris and Other Cuscuta Spp: A Bibliographic Review. Technical paper 18. Con Ian D. Black. Editor Dep. of Agr. S. Australia, 33 pp. ISBN 0724375341

- La abreviatura «D.A.Cooke» se emplea para indicar a David Alan Cooke como autoridad en la descripción y clasificación científica de los vegetales.[1]